# Endomychus biguttatus
Endomychus biguttatus is een keversoort uit de familie zwamkevers (Endomychidae). De wetenschappelijke naam van de soort werd in 1824 gepubliceerd door Thomas Say.
De soort komt voor in het oostelijk deel van Noord-Amerika. Ze voedt zich met de zwam Schizophyllum commune (het waaiertje). De soort wordt geparasiteerd door de wespensoort Endomychobius flavipes.